# Okres Vyškov

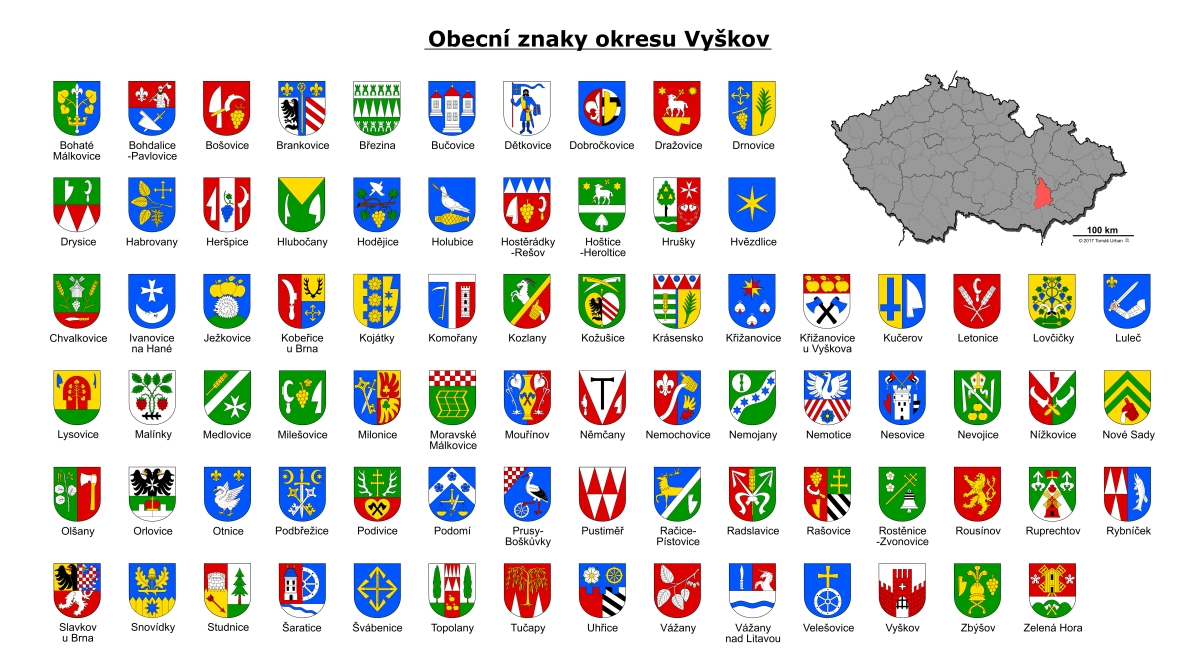
Přehled obecních znaků okresu Vyškov

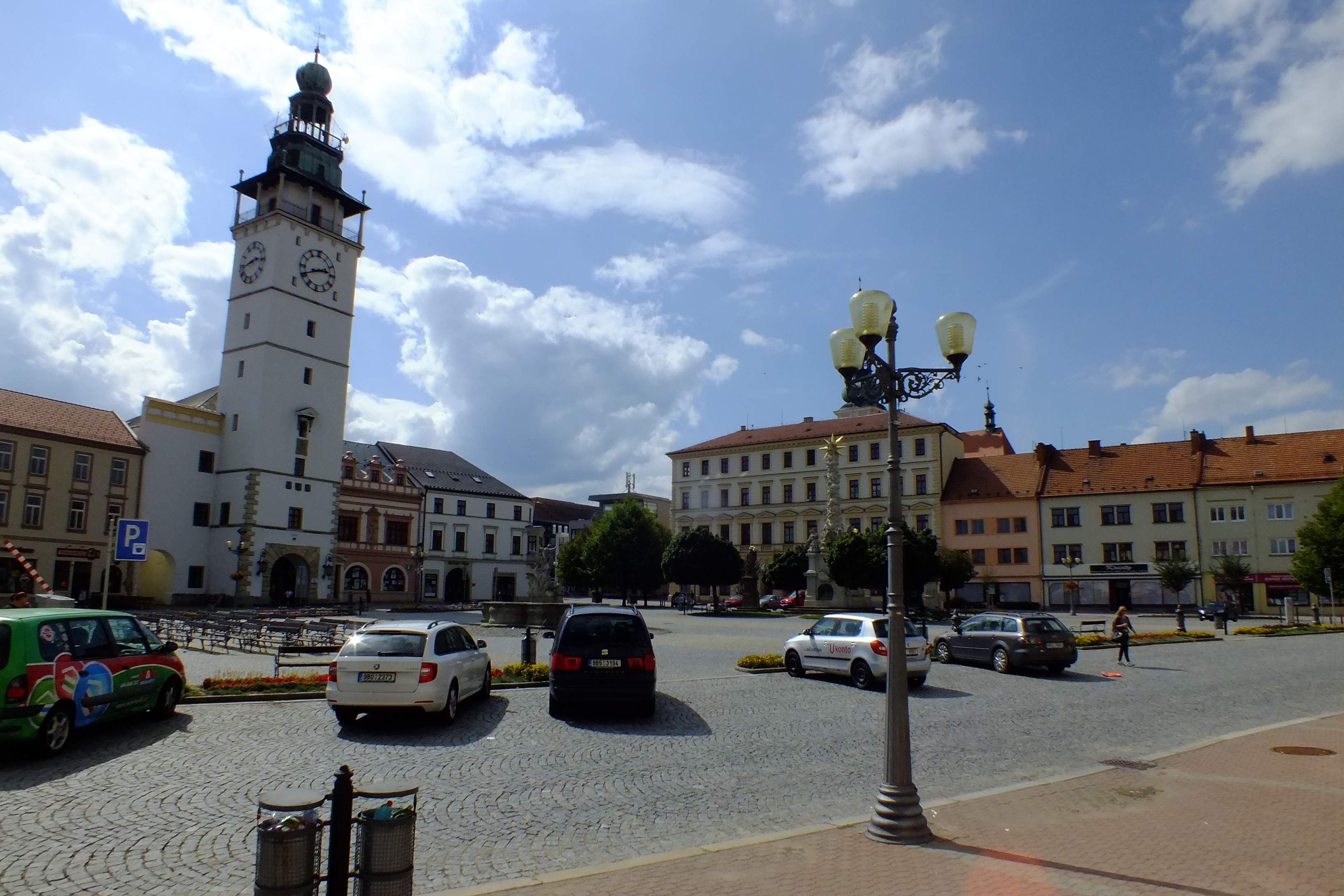
Centrum okresního města

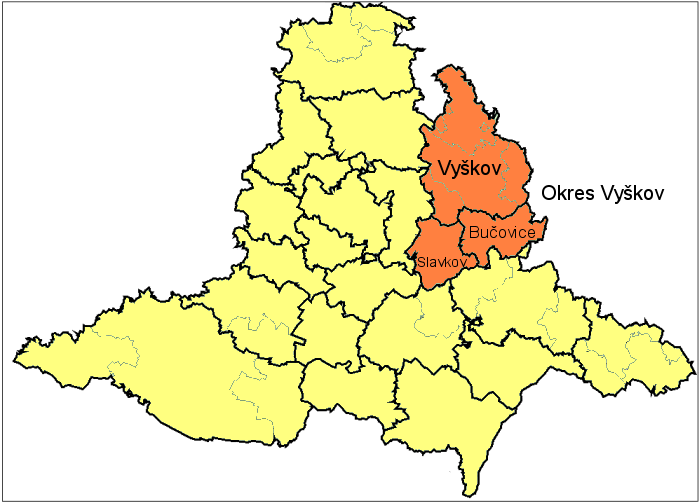
Okres Vyškov v Jihomoravském kraji

Okres Vyškov je okres v Jihomoravském kraji. Jeho dřívějším sídlem bylo město Vyškov. Území okresu Vyškov se člení do tří správních obvodů obcí s rozšířenou působností: Bučovice, Slavkov u Brna a Vyškov.
Z jihomoravských okresů sousedí na jihovýchodě s okresem Hodonín, na jihu s okresem Břeclav, na západě s okresem Brno-venkov a na severozápadě s okresem Blansko. Dále pak na severu a severovýchodě sousedí s okresem Prostějov Olomouckého kraje a na východě s okresem Kroměříž Zlínského kraje.

## Struktura povrchu
K 31. prosinci 2003 měl okres celkovou plochu 888,71 km², z toho:
- 54,73 % zemědělských pozemků, které z 91,51 % tvoří orná půda (50,08 % rozlohy okresu)
- 45,27 % ostatní pozemky, z toho 76,1 % lesy (34,45 % rozlohy okresu)

## Demografické údaje
Data k 30. červnu 2005:
| Popis          | Celkem | Ženy           | Muži           |
| -------------- | ------ | -------------- | -------------- |
| počet obyvatel | 87 149 | 44 375 50,92 % | 42 774 49,08 % |
| průměrný věk   | 39,4   | 40,9           | 37,9           |

- hustota zalidnění: 98 ob./km²
- 48,92 % obyvatel žije ve městech

### Zaměstnanost
(2003)
| Počet obyvatel se stálým zaměstnáním | 17 158.   |
| Průměrný plat                        | 13 684 Kč |
| Nezaměstnaných                       | 4 628     |
| Míra nezaměstnanosti                 | 10,47 %   |

### Školství
(2003)
| Druh školy                     | Počet škol |
| ------------------------------ | ---------- |
| Mateřské školy                 | 69         |
| Základní školy                 | 49         |
| Gymnázia                       | 2          |
| Střední školy průmyslové školy | 7          |
| Střední odborná učiliště       | 4          |
| Vyšší odborné školy            | 1          |

### Zdravotnictví
(2003)
| Lékaři                          | 250 |
| Nemocnice                       | 1   |
| Specializovaná léčebná zařízení | -   |
| Zubní lékaři                    | 38  |
| Lékárny                         | 12  |

## Silniční doprava
Okresem prochází dálnice D1, z ní odbočuje dálnice D46. Silnice I. třídy jsou I/47, I/50 a I/54.
Silnice II. třídy jsou II/377, II/379, II/416, II/417, II/418, II/428, II/429, II/430 a II/431.

## Železniční doprava
Okresem prochází železniční tratě : Brno–Přerov, Vlárská dráha

## Seznam obcí a jejich částí
Města jsou uvedena tučně, městyse kurzívou, části obcí malince:
- Bohaté Málkovice
- Bohdalice-Pavlovice (Bohdalice Manerov Pavlovice)
- Bošovice
- Brankovice
- Bučovice (Černčín Kloboučky Marefy Vícemilice)
- Dětkovice
- Dobročkovice
- Dražovice
- Drnovice
- Drysice
- Habrovany
- Heršpice
- Hlubočany (Terešov)
- Hodějice
- Holubice
- Hostěrádky-Rešov
- Hoštice-Heroltice (Hoštice Heroltice)
- Hrušky
- Hvězdlice (Nové Hvězdlice Staré Hvězdlice)
- Chvalkovice
- Ivanovice na Hané (Chvalkovice na Hané)
- Ježkovice
- Kobeřice u Brna
- Kojátky (Šardičky)
- Komořany
- Kozlany
- Kožušice
- Krásensko
- Křenovice
- Křižanovice
- Křižanovice u Vyškova
- Kučerov
- Letonice
- Lovčičky
- Luleč
- Lysovice
- Malínky
- Medlovice
- Milešovice
- Milonice
- Moravské Málkovice
- Mouřínov
- Němčany
- Nemochovice
- Nemojany
- Nemotice
- Nesovice (Letošov)
- Nevojice
- Nížkovice
- Nové Sady (Březina)
- Olšany
- Orlovice
- Otnice
- Podbřežice
- Podivice
- Podomí
- Prusy-Boškůvky (Boškůvky Moravské Prusy Zouvalka)
- Pustiměř (Pustiměřské Prusy)
- Račice-Pístovice (Pístovice Račice)
- Radslavice (Radslavičky)
- Rašovice
- Rostěnice-Zvonovice (Rostěnice Zvonovice)
- Rousínov (Čechyně Královopolské Vážany Kroužek Rousínovec Slavíkovice Vítovice)
- Ruprechtov
- Rybníček
- Slavkov u Brna
- Snovídky
- Studnice (Studnice Odrůvky)
- Šaratice
- Švábenice
- Topolany
- Tučapy
- Uhřice
- Vážany
- Vážany nad Litavou
- Velešovice
- Vyškov (Brňany Dědice Hamiltony Křečkovice Lhota Nosálovice Nouzka Opatovice Pařezovice Pazderna Rychtářov Vyškov-Město Vyškov-Předměstí)
- Zbýšov
- Zelená Hora

## Vojenské újezdy
Vojenský újezd Březina

## Řeky
- Haná
- Litava
- Malá Haná
- Velká Haná